# 恋の一方通行 (川﨑麻世の曲)
「恋の一方通行」（こいのいっぽうつうこう）は、1980年10月1日にCBS・ソニーから発売された川﨑麻世の14枚目のシングル。

## 収録曲
編曲：田辺信一
1. 恋の一方通行
作詞：岡田冨美子／作曲：網倉一也
2. ミュージック・ミュージック
作詞：小林和子／作曲：J.Morali